# Institoris János (lelkész)
Mossóczi Institoris János (Mosóc, ? – Korpona, 1661. február 20.) ágostai evangélikus lelkész.

## Élete
Institoris Illés rektor és Stupavszki Anna fia. Született Mosócon (Turóc megye), mások szerint Vágbesztercén (Trencsén megye). Első tanítását apjától nyerte, azután Kézsmárkon, Bánócon, Privigyén, Bártfán, Kassán, Rózsahegyen (Liptó megye) és Lőcsén tanult 1646-ig. Külföldön, ahol hét évig tartózkodott, a danzigi és königsbergi egyetemeket látogatta. Hazájába visszatérvén, Bánócon volt iskolaigazgató (rektor); innét Selmecbányára és 1657-ben Trencsénbe ment szintén rektornak. 1658-ban Bánócba hívták meg lelkésznek (miután a pestis megszűnt); itt ingóságai a tűzvész martalékává lettek. Két évi itt tartózkodása alatt, több helyre hívták meg lelkésznek; azonban egyik meghívást sem fogadta el, hanem megmaradt régi helyén, míg végül Korponára ment szlovák prédikátornak, ahol azonban megérkezte (1661) után néhány hónap múlva meghalt. Testvéröccse, Institoris Mihály adott ki latin gyászkölteményt halálára.

## Művei
- Deo duce! Dissertatio heologica exhibens Veritatem sententiae de Filii dei Prae-Aeterna Divinitate conscripta & publico examini exposita sub Praesidio Rev. & Clar. Viri Dr. Michaelis Lasii ... Respondente ... Scholae Leutsch...Leutschoviae, 1646.
- Examen Propositionum XII. Quas sub persona Erhardi Sacri R. I. Comitis in lucem misit Jesuita Jodocus Kedd Wiennae Anno 1652. Institutum nomine Evangelicorvm In Hungaria citeriore habitantium Anno eodem. 2. Timo: v. 4. 5. Erit tempus cum sanam doctrinam non tolerabunt Sed a Veritate aures avertent, ad fabulas autem convertentur. (Trencsén, 1652. Névtelenül. Fabó ezt a munkát is neki tulajdonítja.)
- Dissertatio Philosophico-Theologica qua Exprincipijs Philosophicis, maxime ex natura accidentis, refutatur dogma Pontificum de Transubstantiatione Panis Eucharistici In Corpus & Vini, In Sangvinem Dominicum. Publice proposita & defensa a Praeside Joh. Institoris Gymnasii Banovicensis Rectore & Respondente Michaele Institoris Die 7. Julii, in auditorio majori Gymnasij Ban... 1654. Trenchinii.
- Dissertatio Politico-Theologica prior de Clericorum e potestate seculari exemptione. Continens: Sententiae Pontificiae ab origine, per singula Ecclesiae Secula, deductionem; Doctrinae vero Catholicae, a prima praedicatione Evangelica ad nostra tempora propaga tae dilucidationem Ad Disputandum proposita a Praeside...Respondente Michaele Institoris Moschovino... 1655. Uo.
- Dissertatio Politico-Theologica posterior de Clericorum e potestate seculari exemptione. Continens Catholicae sententiae ulteriorem explicationem atque per idonea argumenta confirmationem, ac denique objectionum quarumdam partis adversae refutationem. Ad Disputandum proposita a Praeside...Respondente Samuele Nicletzio. Uo. 1655. (Az előbbenivel együtt jelent meg.)
- Duce & authore Deo! Dissertatio Scholastica De Theologiae Christianae Fine Publice ad disputandum proposita a Praeside...espondente Johanne Mejero. Uo. 1657.
- Duce & authore Deo! Dissertatio Logica De Qualitate Propositionis Infinitae Publice ad disputandum proposita a Praeside...Respondente Johanne Hniliceno... 1657. Uo.
- Disputatio logica de syllogismo philosophiae. Uo. 1657.